# Parly
Parly é uma comuna francesa na região administrativa de Borgonha-Franco-Condado, no departamento de Yonne. Estende-se por uma área de 20,59 km². Em 2010 a comuna tinha 844 habitantes (densidade: 41 hab./km²).